# Your Arsenal
Your Arsenal é o terceiro álbum de estúdio a solo de Morrissey, lançado em 1992.
Este álbum foi considerado por muitos fans como o seu melhor e mais forte até à data do seu lançamento. Contando com a colaboração de Mick Ronson como produtor, Morrissey reinventa-se e dá à sua música um som mais pesado que se alia à distorção do som das guitarras bem audível em canções como "You're Gonna Need Someone On Your Side" e "Glamorous Glue".

## Sobre o álbum
Your Arsenal abre com "You’re Gonna Need Someone On Your Side", uma música com um som mais pesado e claramenteinfluenciado pelo glam rock do começo dos anos 70, e que dá claramente a entender que este álbum pouco ou nada terá em comum com Kill Uncle mudando a direcção de Pop para o Rock Moderno,  contando com alguns elementos de rockabilly bem ao gosto de Boz Boorer.
De seguida, "Glamorous Glue", também numa linha Glam Rock, entra no tema da decadência da Inglaterra na qual Morrissey se revia. "Everyone Lies/Where is the man you respect?" e "We look to Los Angeles/For the language we use/London is dead.." são exemplos sintomáticos da desilusão do cantor com o seu país.
Segue-se "We'll Let You Know", que começa como uma balada acústica e vai se tornando pesada ao final, com letra triste.
"National Front Disco" causou a Morrissey alguns problemas, nomeadamente acusações de racismo vindas principalmente da revista “New Music Express”- NME, que tanto se tinha servido dele em anos anteriores para as suas capas. Estes argumentos basearam-se em letras retiradas do contexto como é exemplo "England For The English" e por Morrissey ter aparecido em concerto envolto numa Bandeira do Reino Unido. Uma boa música em que Morrissey fala de um rapaz que adere à Frente Nacional (Organização de Extrema Direita).
"Certain People I Know", tem um tom muito mais leve, com uma letra que pouco diz. Foi um dos Singles do álbum atingindo #35 no Reino Unido.
O single "We Hate It When Our Friend Become Successful" ( #17 R.U.) tem um título que explica bem o sentido da música: (Odiamos quando os nossos amigos se tornam bem sucedidos).
Continua num tom descontraído tal como o patente em "You’re The One For Me Fatty" que também foi single ( #19 R.U.).
"Seasick, Yet Still Docked" é outra balada tristonha, assim como "I Know It's Gonna Happen Someday", que homenageia o produtor Mick Ronson, reproduzindo no final da música os acordes de "Rock'n'roll Suicide" de David Bowie, em parceria de Ronson.
O álbum termina com o single nos Estados Unidos "Tomorrow" em que a música volta ao Rock, mas em que a letra ainda possui reminiscências de frustração e de amores inantigíveis.

## Faixas
1. "You're Gonna Need Someone on Your Side"
2. "Glamorous Glue"
3. "We'll Let You Know"
4. "The National Front Disco"
5. "Certain People I Know"
6. "We Hate It When Our Friends Become Successful"
7. "You're the One for Me, Fatty"
8. "Seasick, Yet Still Docked"
9. "I Know It's Gonna Happen Someday"
10. "Tomorrow"

## Posição nas paradas musicais
| Parada (1992)                       | Melhor posição |
| ----------------------------------- | -------------- |
| Austrália (ARIA)                    | 12             |
| 28                                  |                |
| Países Baixos (Dutch Charts)        | 76             |
| Nova Zelândia (RMNZ)                | 29             |
| Suécia (Sverigetopplistan)          | 42             |
| Reino Unido (Official Albums Chart) | 4              |
| Estados Unidos (Billboard 200)      | 21             |

| Parada (2014)                       | Melhor posição |
| ----------------------------------- | -------------- |
| Hungria (MAHASZ)                    | 18             |
| Irlanda (IRMA)                      | 77             |
| Reino Unido (Official Albums Chart) | 49             |

## Certificações e vendas
| Região         | Certificação | Vendas  |
| -------------- | ------------ | ------- |
| Estados Unidos |              | 360,000 |